# 圣耶肋米亚堂

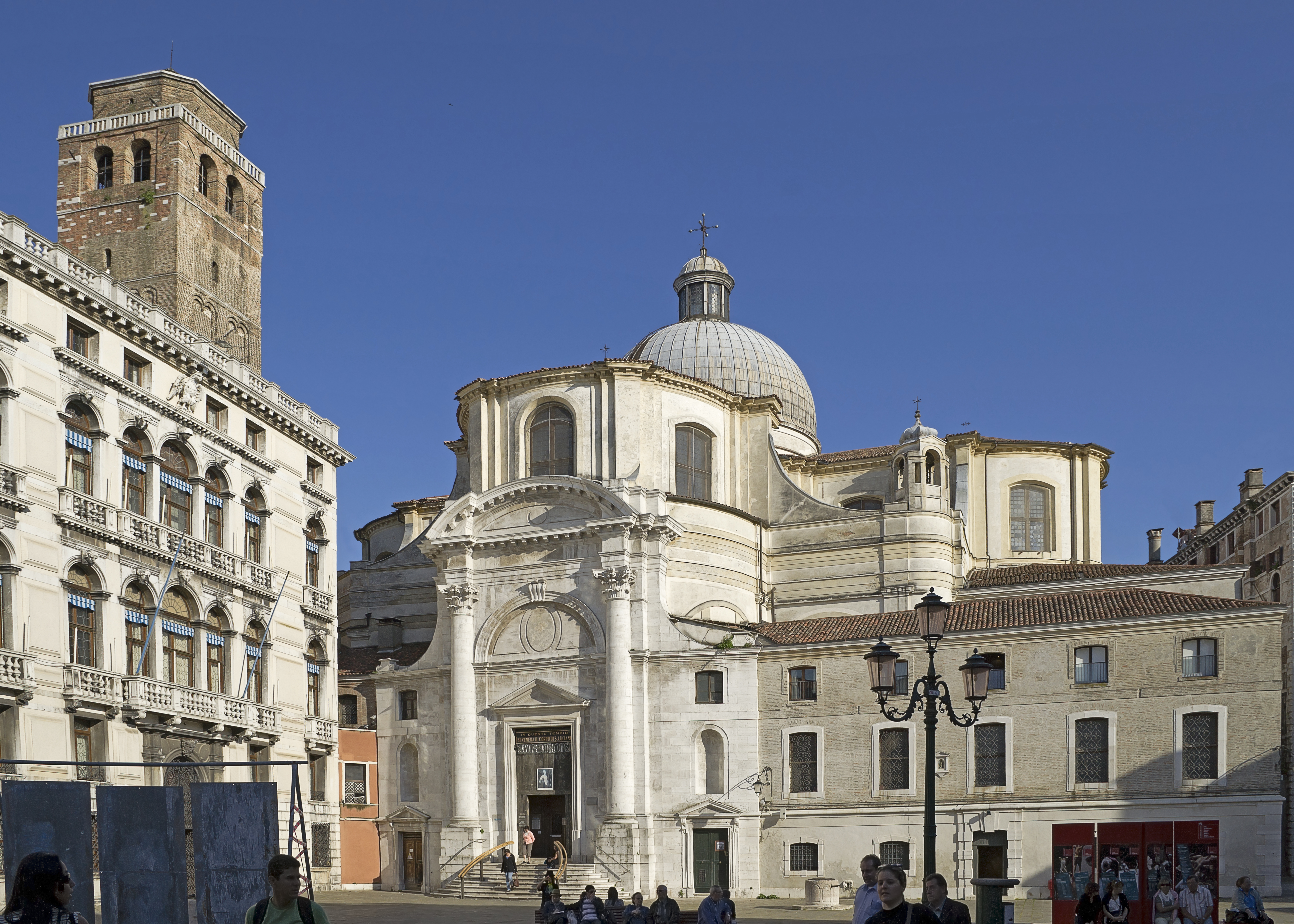

圣耶肋米亚（Chiesa di San Geremia）是意大利威尼斯的一座教堂，位于卡纳雷吉欧区。该堂的半圆形后殿面临大运河，介于拉比亚宫和弗兰吉尼宫之间。

## 历史
11世纪第一座教堂在这里建成，后来多次重建。第一次重建是在1292年。目前的建筑始于1753年，由卡罗·科贝里尼设计；立面是从1861年。砖砌钟楼可能建于12世纪。

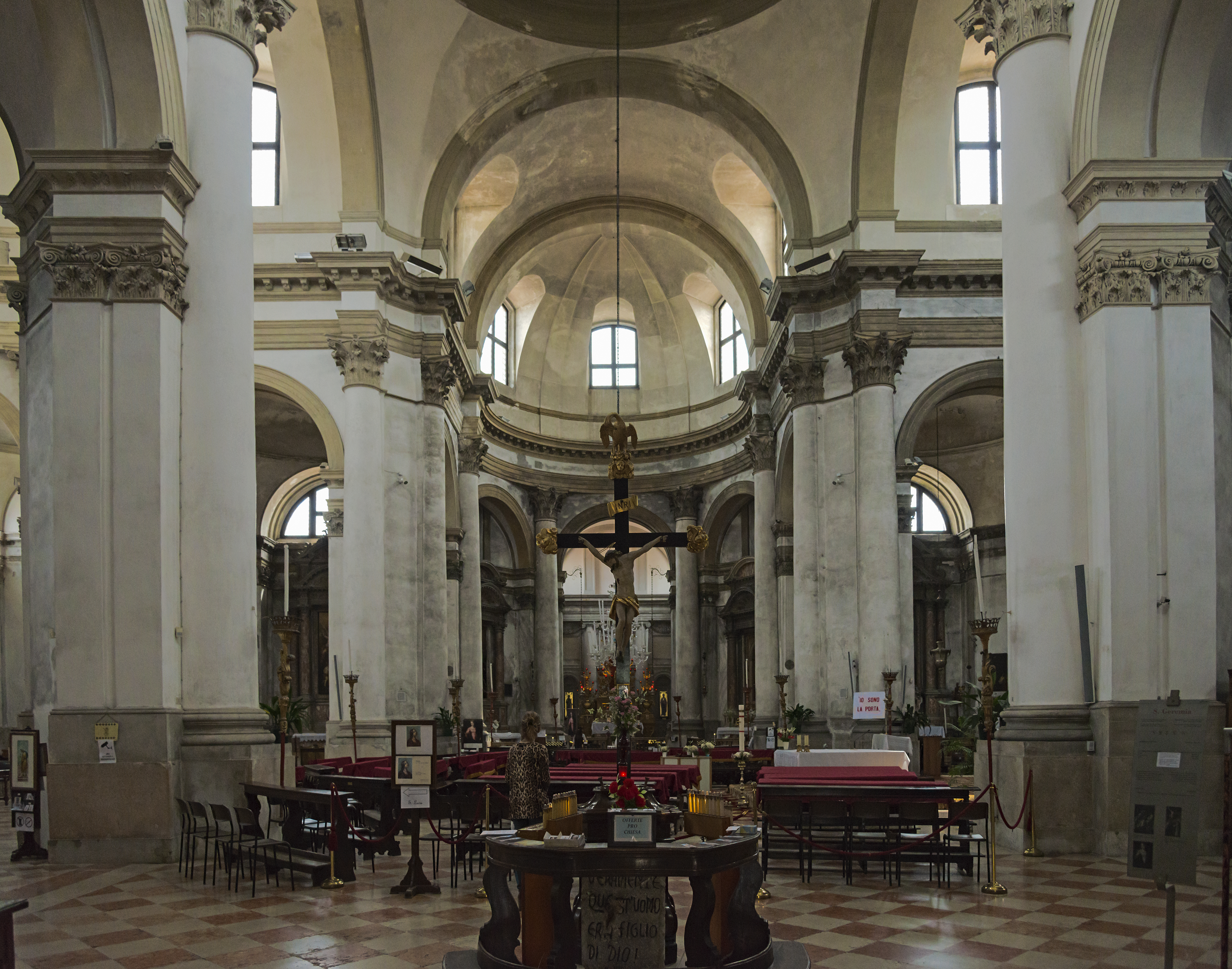

该堂是受到广泛尊重的圣路济亚的圣髑的朝圣地，1861年圣路济亚堂拆除时被迁于此。 1955年，当时的威尼斯宗主教安杰洛·朱塞佩·龙嘉利，即后来的若望二十三世，为圣人的脸戴上银色的面具用以防尘。圣人的圣髑于1981年7月7日被盗，又在同年12月没有赎金的情况下归还。

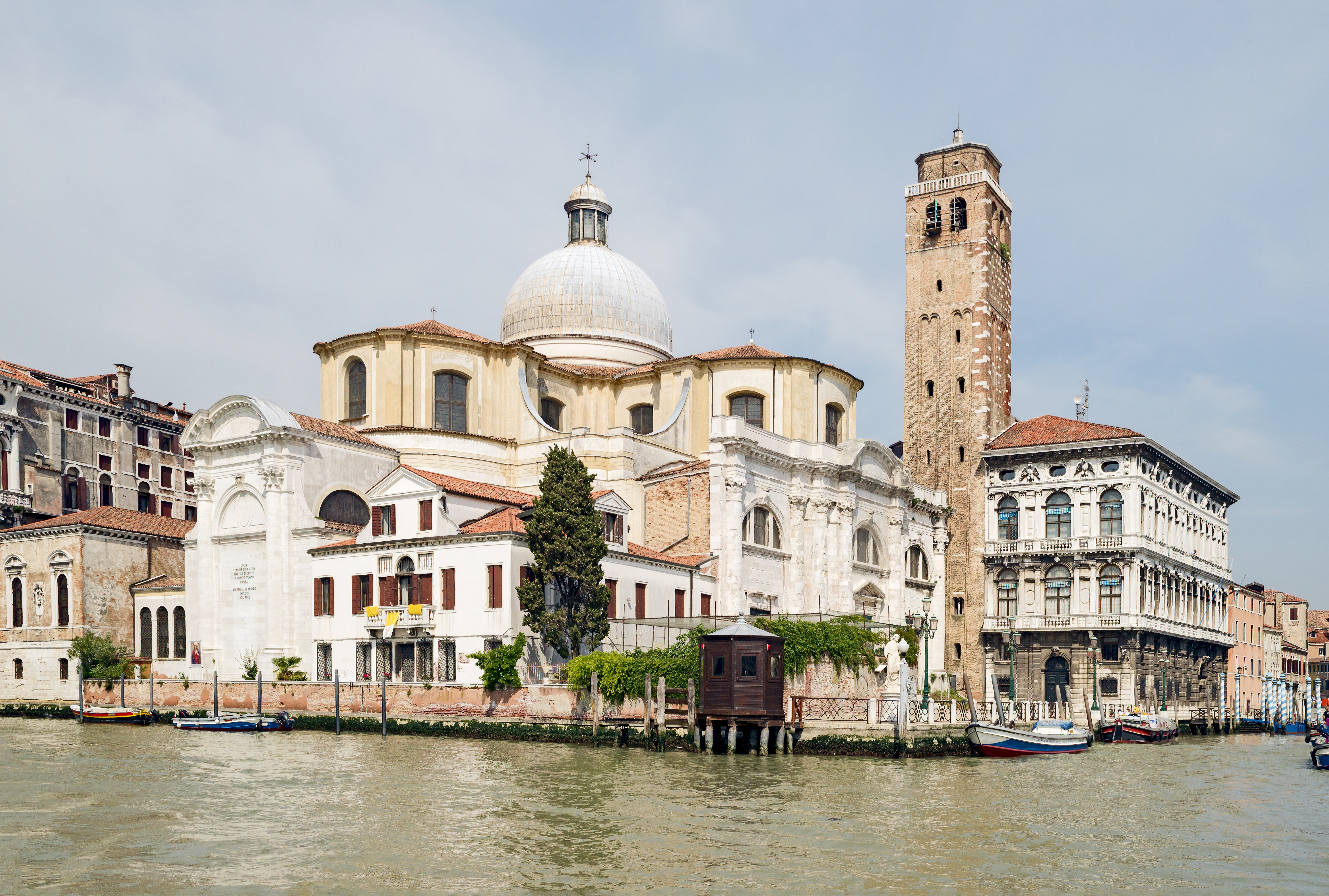
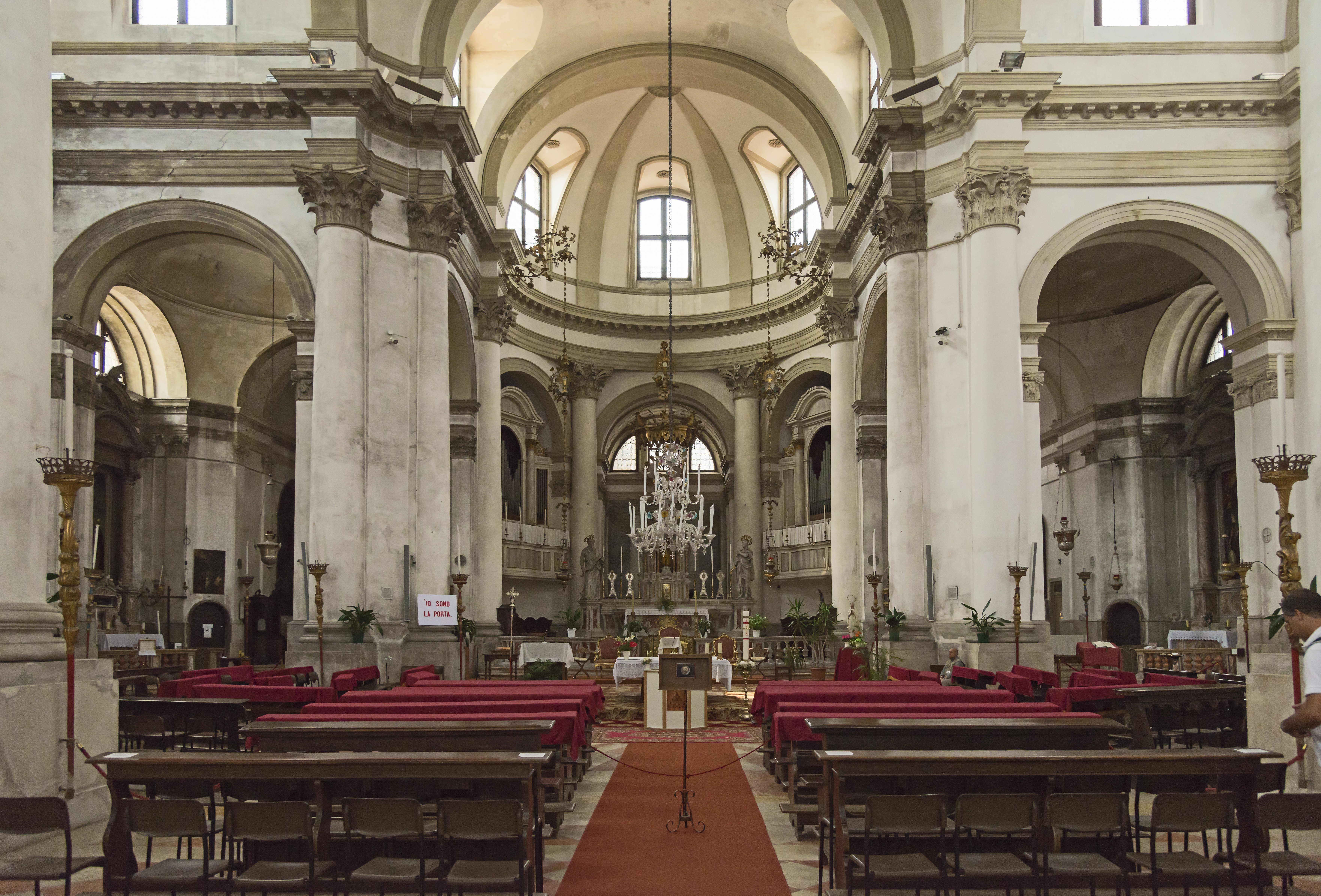
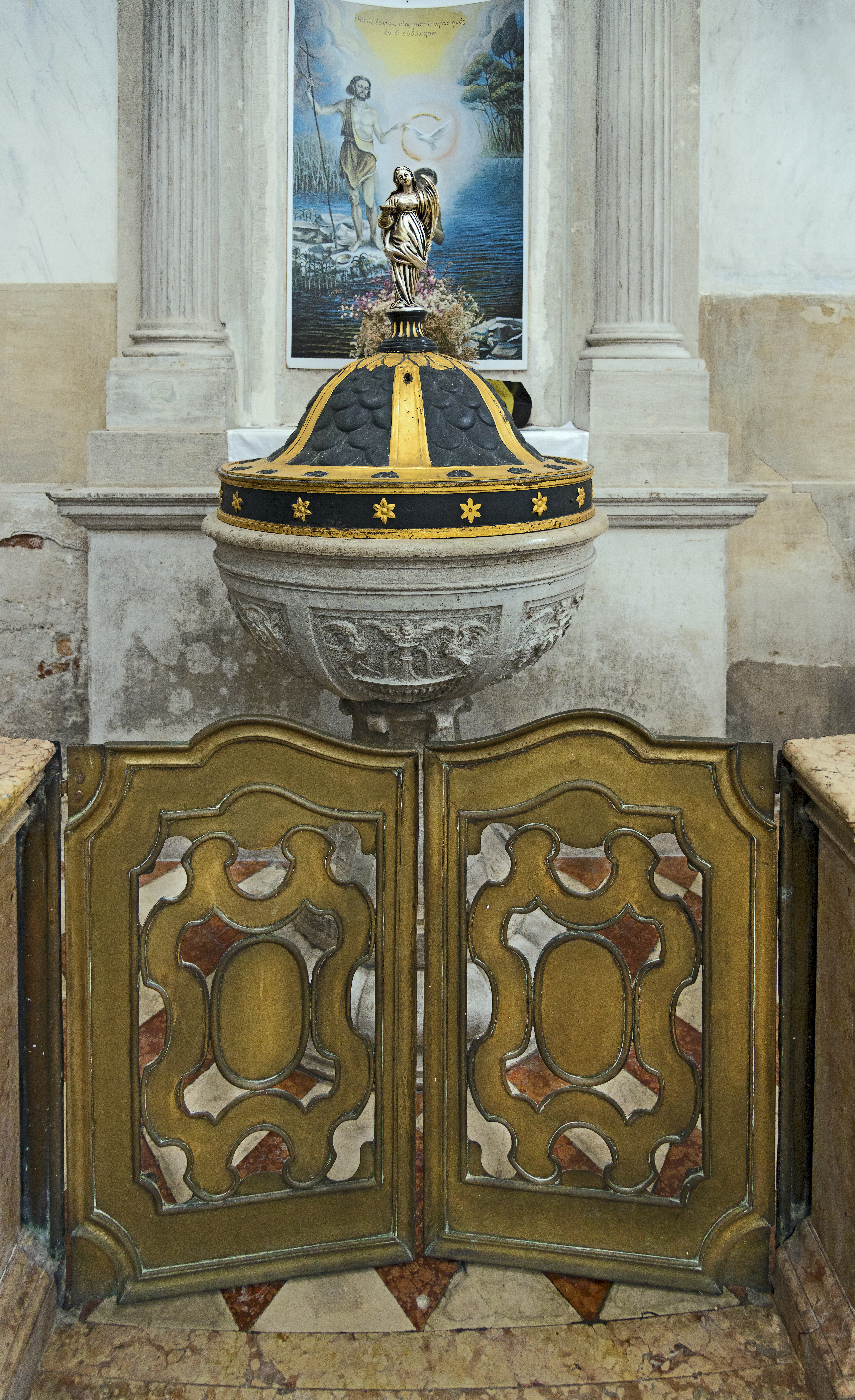
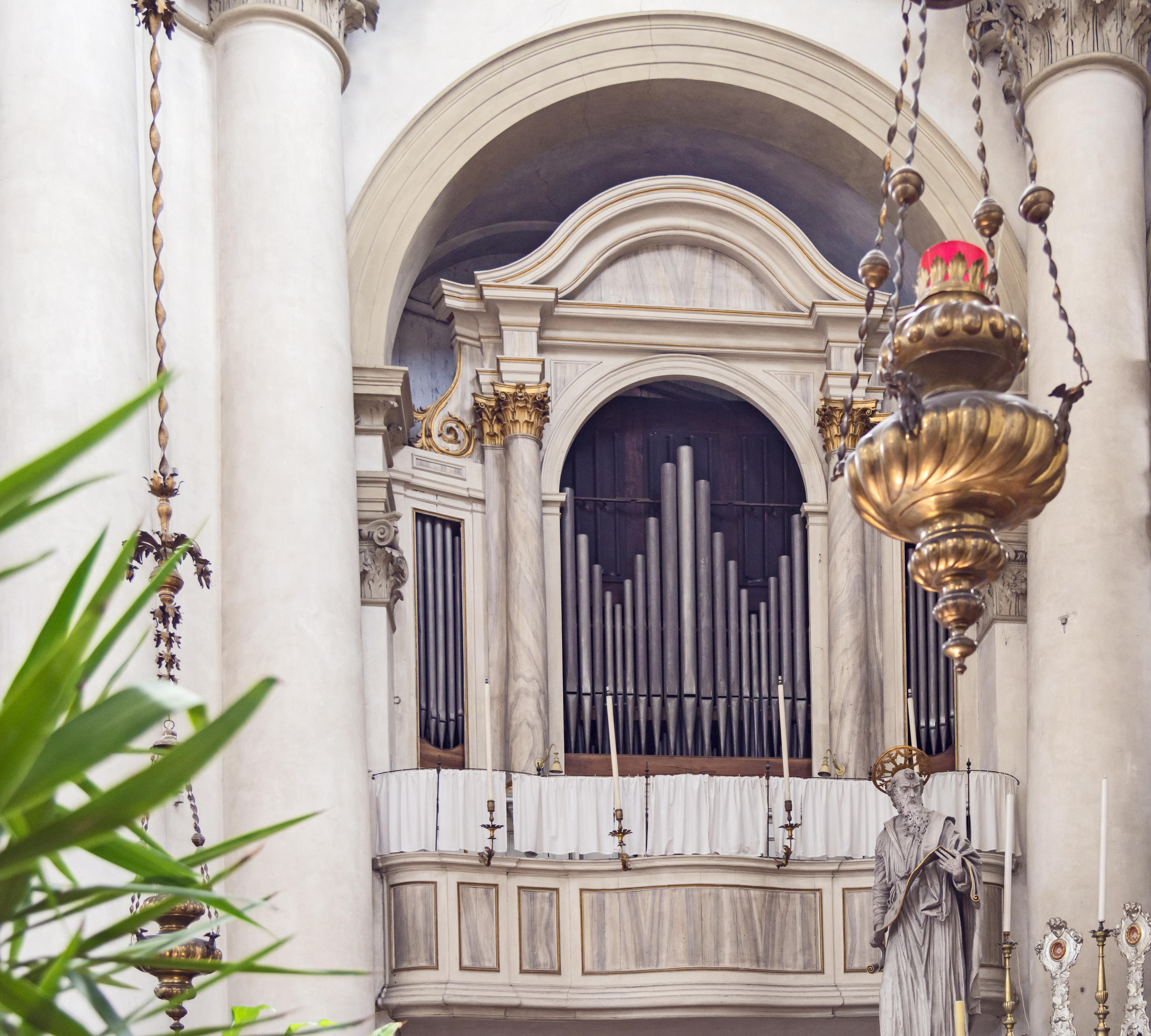
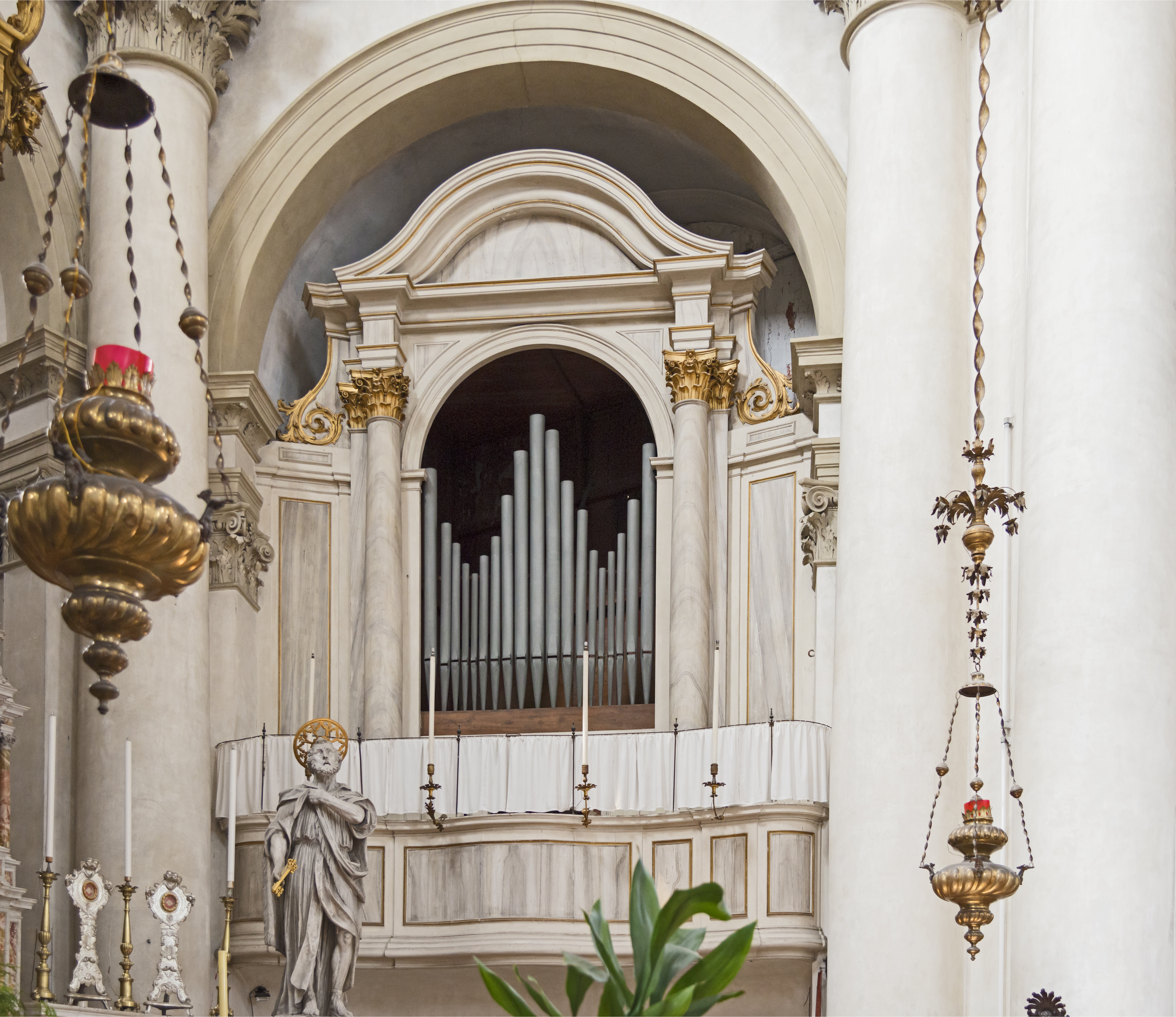
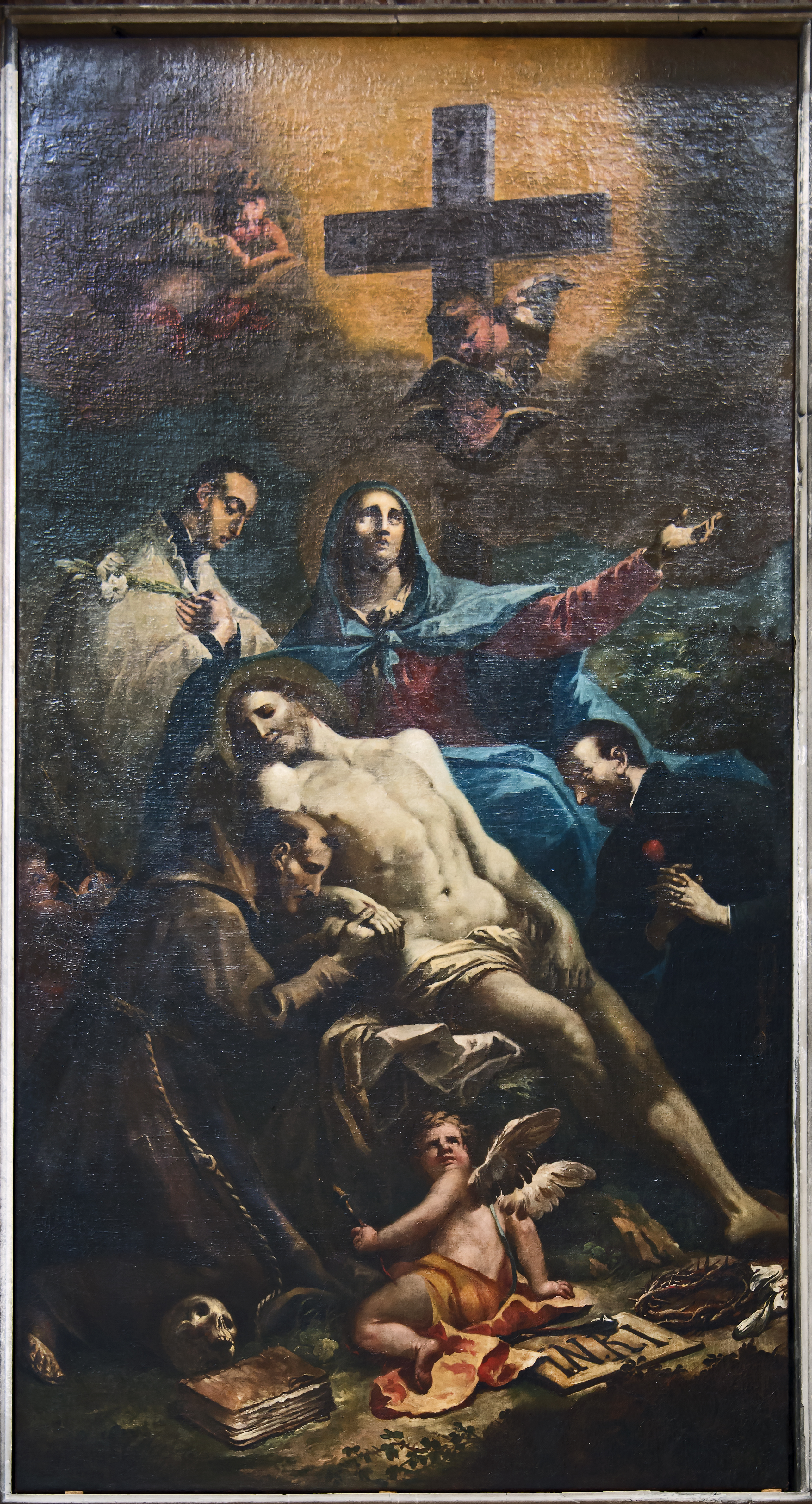
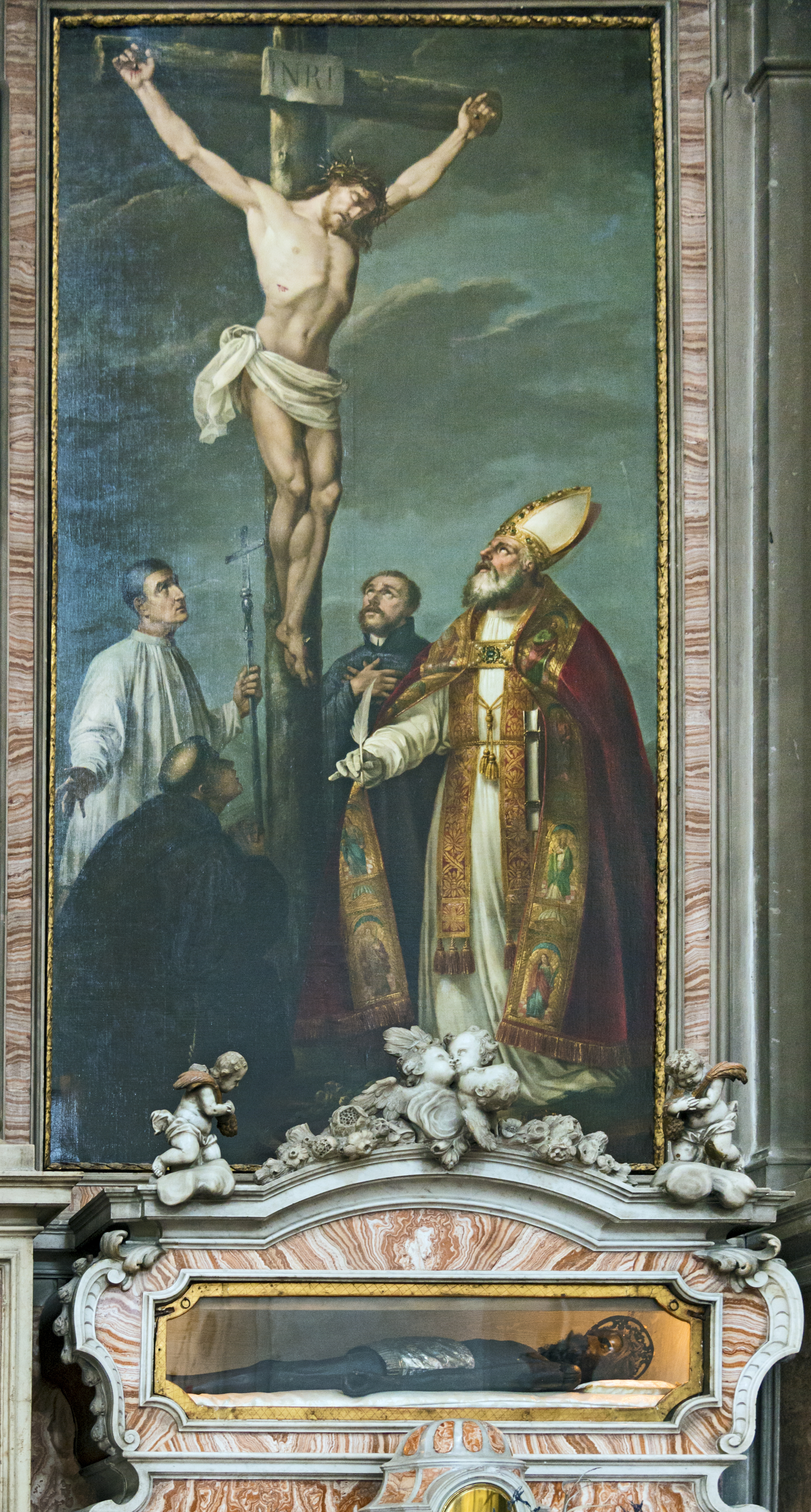
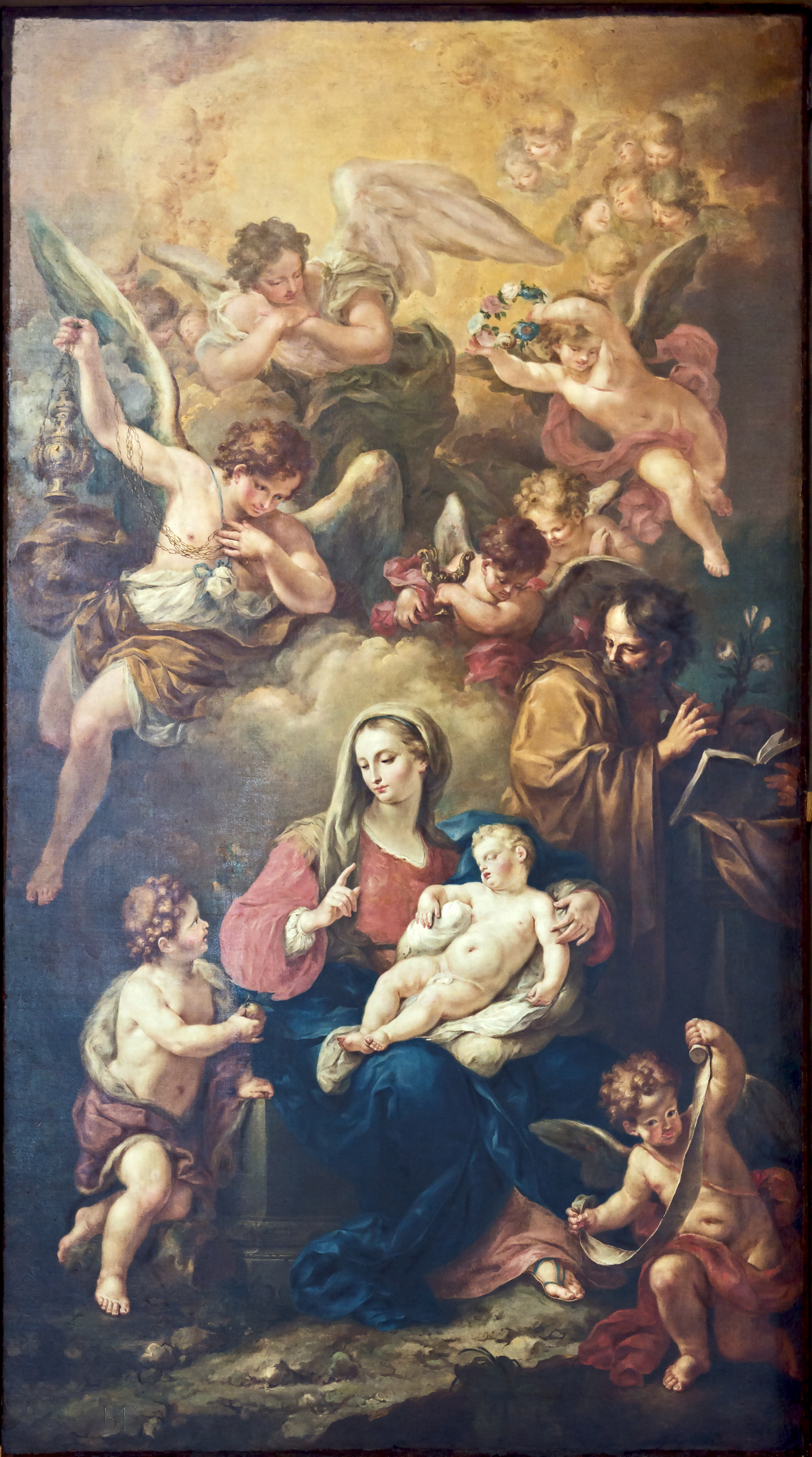
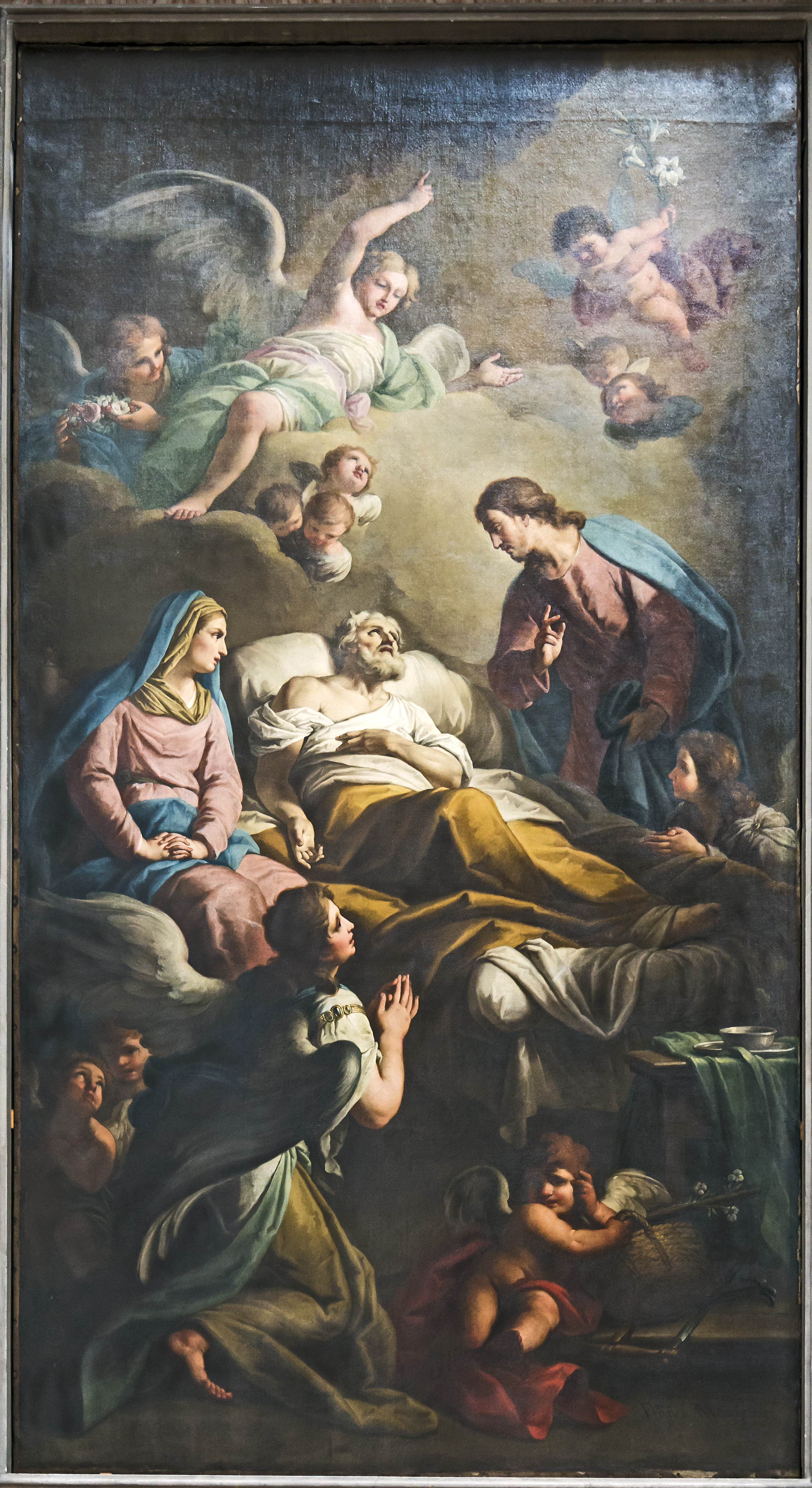
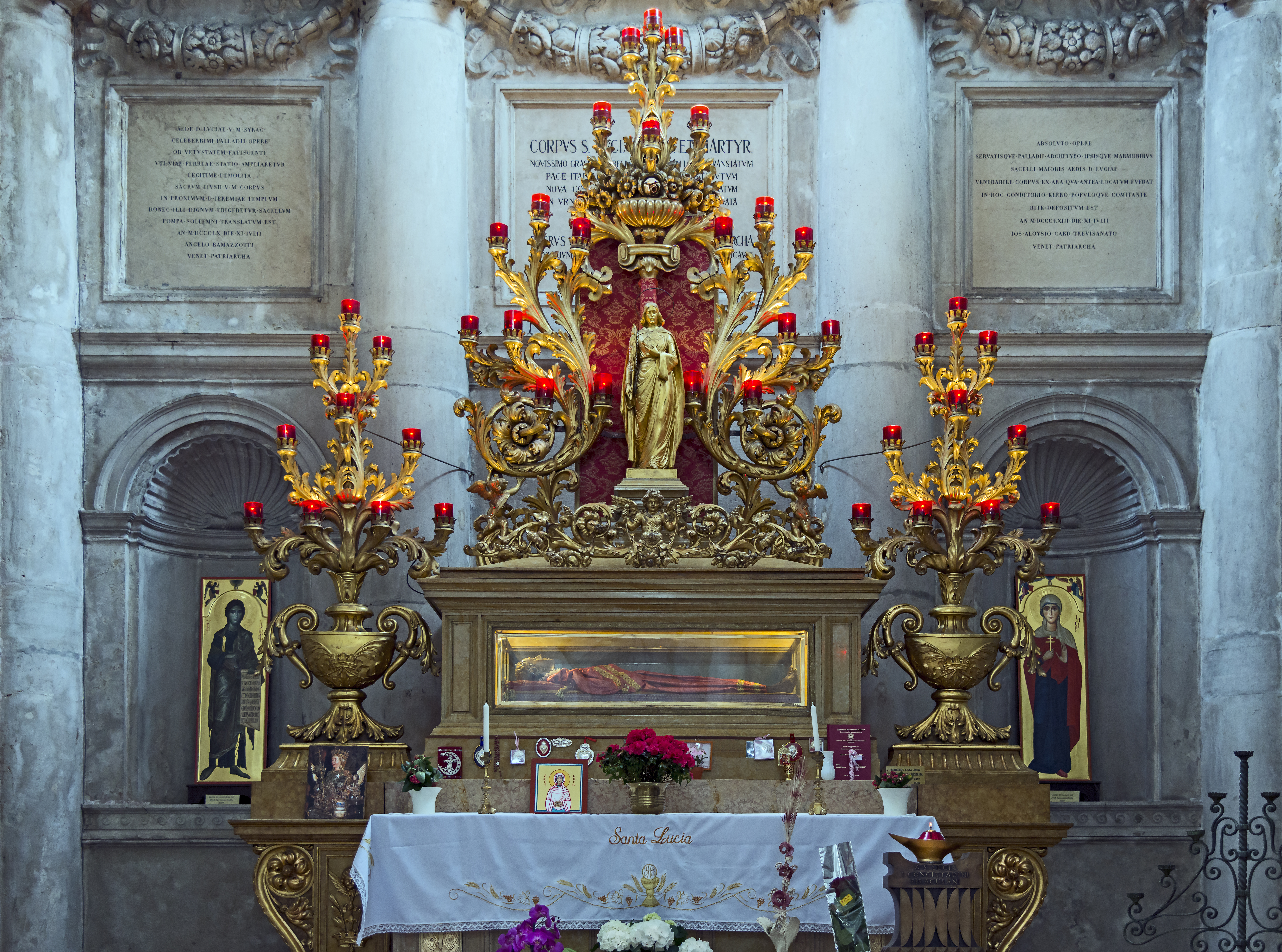